# ハリー・ストラドリング・ジュニア
ハリー・ストラドリング・ジュニア（Harry Stradling Jr., ASC、1925年1月7日 - 2017年10月17日）は、アメリカ合衆国の撮影監督。
ニューヨーク州ヨンカーズ出身。撮影監督ハリー・ストラドリングの息子。
1944年から撮影助手として働き始め、1965年に撮影監督となる。主に西部劇や、バート・ケネディ、ブレイク・エドワーズ監督作品、『ガンスモーク』などのテレビドラマの撮影を手がけた。1968年から全米撮影監督協会（ASC）会員。『1776』と『追憶』でアカデミー撮影賞に2回ノミネートされた。
2017年10月17日、92歳で死去。

## 主なフィルモグラフィー
- ガンスモーク Gunsmoke (1964-1967) テレビドラマ、86話分
- 決斗シマロン街道 Cimarron Strip (1967-1968) テレビドラマ、21話分
- 夕陽に立つ保安官 Support Your Local Sheriff! (1969)
- 国境のかなたに明日はない Young Billy Young (1969)
- 悪党谷の二人 The Good Guys and the Bad Guys (1969)
- 大脱獄 There Was a Crooked Man... (1970)
- 大悪党 ジンギス・マギー Dirty Dingus Magee (1970)
- 小さな巨人 Little Big Man (1970)
- 地平線から来た男 Support Your Local Gunfighter (1971)
- 愚者の行進 Fool's Parade (1971)
- テキサス大強盗団 Something Big (1971)
- ハイジャック Skyjacked (1972)
- 青春のヒッチハイク Thumb Tripping (1972)
- 1776 1776 (1972)
- キャット・ダンシング The Man Who Loved Cat Dancing (1973)
- 追憶 The Way We Were (1973)
- マックQ McQ (1974)
- 恐怖のハネムーン  Nightmare Honeymoon (1974)
- 悪の天才たち・銀行略奪大作戦 Bank Shot (1974)
- 弾丸を噛め Bite the Bullet (1975)
- ヘロイン大追跡 Mitchell (1975)
- オレゴン魂 Rooster Cogburn (1975)
- ミッドウェイ Midway (1976)
- 弾丸特急ジェット・バス The Big Bus (1976)
- スペシャル・デリバリー Special Delivery (1976)
- アリ/ザ・グレーテスト The Greatest (1977)
- 世界が燃えつきる日 Damnation Alley (1977)
- コンボイ Convoy (1978)
- 戦場 Go Tell the Spartans (1978)
- プロフェシー/恐怖の予言 Born Again (1979)
- カーニー Carny (1980)
- S.O.B. S.O.B. (1981)
- ハイジャック・コネクション/クーパーの大仕事 The Pursuit of D. B. Cooper (1981)
- 新・おかしな二人/バディ・バディ Buddy Buddy (1981)
- ジョディ・フォスターのママはゴースト O'Hara's Wife (1982)
- ジョージ・ワシントン George Washington (1984) テレビミニシリーズ
- 結婚ダブルス/ ミッキー&モード Micki + Maude (1984)
- ブレイク・エドワーズの ファイン・メス!! A Fine Mess (1986)
- ブラインド・デート Blind Date (1987)
- ボールズ・ボールズ2 成金ゴルフマッチ Caddyshack II (1988)